# Верхние Реметы
Верхние Реметы (укр. Верхні Ремети, венг. Felsőremete) — село в Великобережской сельской общине Береговского района Закарпатской области Украины.
Население по переписи 2001 года составляло 489 человек. Почтовый индекс — 90241. Телефонный код — 03141. Занимает площадь 1,12 км². Код КОАТУУ — 2120486802.